# Julian Pozo Ruiz de Samaniego
O. Julian Pozo Ruiz de Samaniego (ur. 7 stycznia 1903 w Payueta w prowincji Alava w Hiszpanii zm. 9 sierpnia 1936) – redemptorysta, męczennik, błogosławiony Kościoła katolickiego.

## Życiorys
Mając 10 lat w 1913 roku wstąpił do juwenatu redemptorystów w El Espino. Śluby zakonne złożył w 1920 r., a święcenia kapłańskie przyjął w Astordze w 27 września 1925. Został stracony przez rozstrzelanie w dniu 9 sierpnia 1936 roku w czasie wojny domowej w Hiszpanii. Jego beatyfikacja odbyła się 13 października 2013 roku w grupie 522 męczenników wojny domowej w Hiszpanii.